# Xianghua, Fujian
Xianghua (kinesiska: 祥华) är en socken i sydöstra Kina. Den ligger i Anxi härad i staden Quanzhou i provinsen Fujian, omkring 190 kilometer sydväst om provinshuvudstaden Fuzhou. Antalet invånare är 33 495. Befolkningen består av 15 920 kvinnor och 17 575 män. Barn under 15 år utgör 21,0 %, vuxna 15-64 år 72 %, och äldre över 65 år 5,0 %.